# Тюменский проезд
Тюме́нский прое́зд — проезд, расположенный в Восточном административном округе города Москвы на территории района Богородское.

## История
Проезд получил своё название в 1985 году (по другим данным — 9 января 1986 года) по примыканию к Тюменской улице, в свою очередь названной по городу Тюмени. Первое время после наименования на аншлагах (уличных табличках) проезд ошибочно именовался Тюменьским.

## Расположение
Тюменский проезд, являясь продолжением Ивантеевской улицы, проходит от Открытого шоссе на юго-восток, поворачивает на юг и заканчивается на Тюменской улице. Нумерация домов начинается от Открытого шоссе.

## Примечательные здания и сооружения
По нечётной стороне: жилой комплекс «Преображение» (ООО «Инград»).
По чётной стороне:

## Транспорт

### Наземный транспорт
По Тюменскому проезду маршруты наземного городского общественного транспорта не проходят. У северо-западного конца проезда, на Ивантеевской улице и Открытом шоссе, расположены остановки "Метро «Бульвар Рокоссовского» автобусов 3, 75, 80, 86, 86к, 265, 327, 775, 822, трамваев 2, 4л, 4пр, 7, 13, 36, 46.

### Метро
- Станция метро «Бульвар Рокоссовского» Сокольнической линии — у северо-западного конца проезда, на Ивантеевской улице

### Железнодорожный транспорт
- Станция Бульвар Рокоссовского Московского центрального кольца — у северо-западного конца улицы, на 6-м проезде Подбельского